# The Colonel's Bequest
The Colonel's Bequest est un jeu vidéo d'aventure en pointer-et-cliquer développé et édité par Sierra On-Line, sorti en 1989 sur DOS, Amiga et Atari ST.
Le jeu met en scène l'enquêtrice Laura Bow et a pour suite The Dagger of Amon Ra.

## Accueil
- Adventure Gamers : 4/5[1]